# クロボキサミン
クロボキサミン(Clovoxamine)は、1970年代に発見され、抗うつ薬や抗不安薬として開発されたが、市販されなかった薬品である。セロトニン・ノルアドレナリン再取り込み阻害薬として働き、ムスカリン性アセチルコリン受容体、ヒスタミン受容体、アドレナリン受容体、セロトニン受容体等に対するアフィニティはほとんどない。構造的には、フルボキサミンと関連している。